# Мирний (Сєровський міський округ)
Ми́рний (рос. Мирный) — селище у складі Сєровського міського округу Свердловської області.
Населення — 26 осіб (2010, 30 у 2002).
Національний склад населення станом на 2002 рік: росіяни — 94 %.